# Кристоф II фон Ауершперг
Кристоф II фон Ауершперг (на немски: Christoph II Freiherr von Auersperg) е австрийски благородник, фрайхер от фамилията Ауершперг. От Кристоф II произлизат князете фон Ауершперг.

## Биография
Роден е на 27 октомври 1550 година в Туриак, Хабсбургска монархия (днес в Словения). Той е големият син на генерал фрайхер Хербард VIII фон Ауершперг (* 1528 във Виена; † 22 септември 1575 в битката при Будатчки в Хърватия) и съпругата му фрайин Мария Кристина фон Шпаур и Фалфон († 1575), дъщеря на фрайхер Улрих фон Шпаур и Фалфон (1495 – 1549) и баронеса Катарина ди Мадруцо († 1551/1575). Майка му е далечна роднина на папа Пий IV († 1565), и сестра на епископите на Бриксен Йохан Томас фон Шпаур († 1591) и Кристоф Андреас фон Шпаур († 1613). Внук е на рицар Траян/Троян I фон Ауершперг (1495 – 1541) и съпругата му Анна Егкх цу Нойбург (1502 – 1544). Праправнук е на Панкрац II фон Ауершперг (1441 – 1496) и Анна Франгепан († 1498).
Брат е на Волф/Волфганг Енгелберт фон Ауершперг (* 29 май 1552; † 1590). Братята следват в Тюбинген и в Падуа.
Брат му Волфганг участва с баща си в битката при Будатчки през 1575 г. и попада в турски плен, застъпва се дори ерцхерцог Карл с писмо до папа Григорий XIII. През 1577 г. Волф Енгелбрехт се връща в Крайна, където продължава военната си кариера.
Кристоф е оберст-наследствен кемерер и от 1579 до 1587 г. ландес-вервалтер на Крайна. Като такъв той участва през 1582 г. в имперското събрание в Аугсбург като представител на съсловията и моли империята за помагане във войната срещу турците.
Умира на 14 май 1592 в Любляна на 41-годишна възраст.
Синът му Дитрих II фон Ауершперг (1578 – 1634) става на 16 септември 1630 г. граф на Ауершперг. Внукът му Йохан Вайкхард фон Ауершперг (1615 – 1677) от 1653 г. е 1. княз на Ауершперг, херцог на Мюнстерберг и Франкенщайн.

## Фамилия
Първи брак: на 4 октомври 1573 г. във Виена за Анна фон Малтцан († 29 декември 1583, Вроцлав), дъщеря на фрайхер Бернхард фон Малтцан. Те имат децата:
- Хербард IX/XII фон Ауершперг (1574 – 1618), фрайхер на Ауершперг, господар на Зисек, женен 1609 г. за Фелицитас Катцианер фрайин фон Катценщайн († 1615); баща на:
  - Йохан Андреас II фон Ауершперг (1615 – 1664), имперски граф на 11 септември 1630 г., женен за Анна Елизабет фон Ламберг
- Вайкхард фон Ауершперг (1575 – 1607), фрайхер на Ауершперг
- Елизабет фон Ауершперг († ок. 1576), омъжена за граф Стефан Урзини з Благай († 1598 в битка)
- Дитрих II фон Ауершперг (1578 – 1634), от 16 септември 1630 г. граф на Ауершперг и от 1604 г. господар на Шьонберг, женен на 8 април 1609 г. в Градец за графиня Сидония Гал цу Галенщайн цу Графенвег; баща на княз Йохан Вайкхард фон Ауершперг (1615 – 1677)
- Йохан Бернхард (1580 – 1580)
- Йохан Кристоф (ок. 1581 – умира млад)
- Доротея (ок. 1582 – 1611), омъжена за	Зигмунд Кацианер фон Катценщайн
- Йоахим (* ок. 1583)

Втори брак: на 12 февруари 1589 г. в Любляна се жени за фрайин Елизабет фон Танхаузен († 1589). Бракът е бездетен.